# Pałac w Chróścinie
Pałac w Chróścinie – zabytkowy pałac wybudowany w XVII w. w Chróścinie – wsi w Polsce, w województwie dolnośląskim, w powiecie górowskim, w gminie Góra.

## Historia
Pierwotnie renesansowy dwór, obecnie o cechach barokowych. W pierwszej połowie XVII w. nastąpiła przebudowa, z której do dzisiaj zachowały się sklepienia i stropy na parterze. W XIX wieku nastąpiły kolejne przebudowy (m.in. podwyższono budynek), a ok. 1937 r. przekształcono wnętrza. Obiekt jest częścią zespołu pałacowego, w skład którego wchodzą jeszcze: park z XIX w., folwark z XIX/XX w., figura św. Jana Nepomucena z XVIII w.

## Galeria

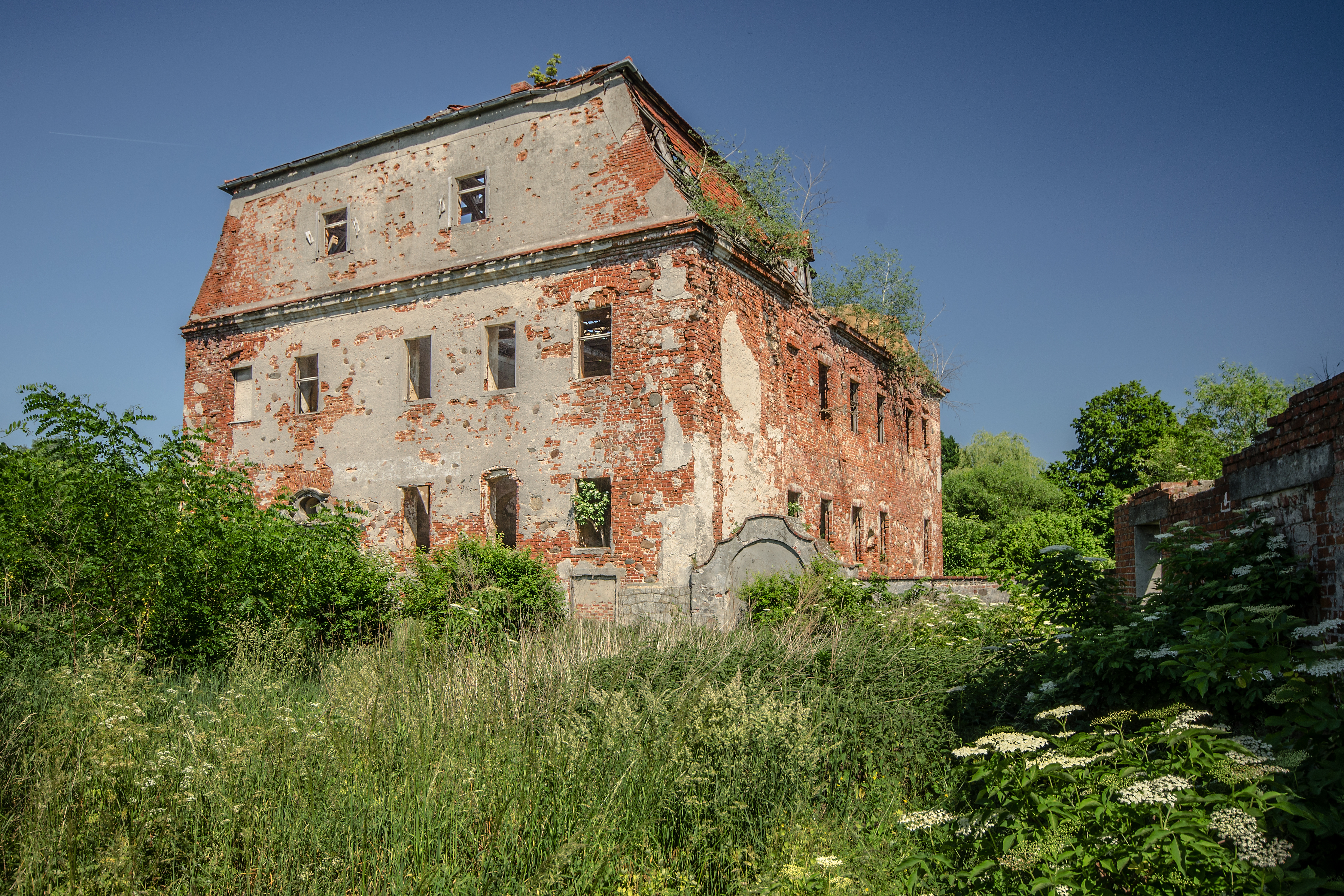
Zrujnowany pałac
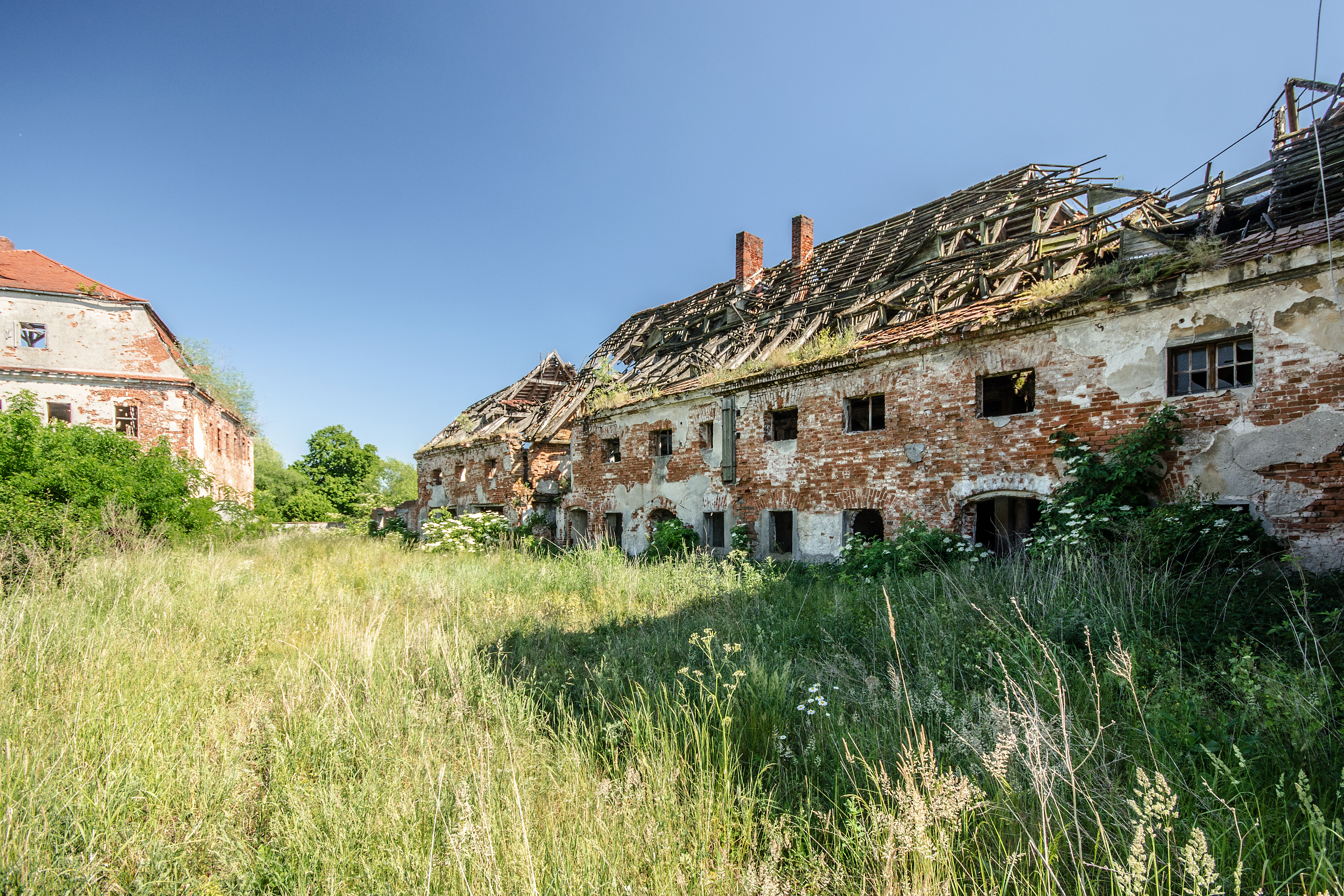
Folwark
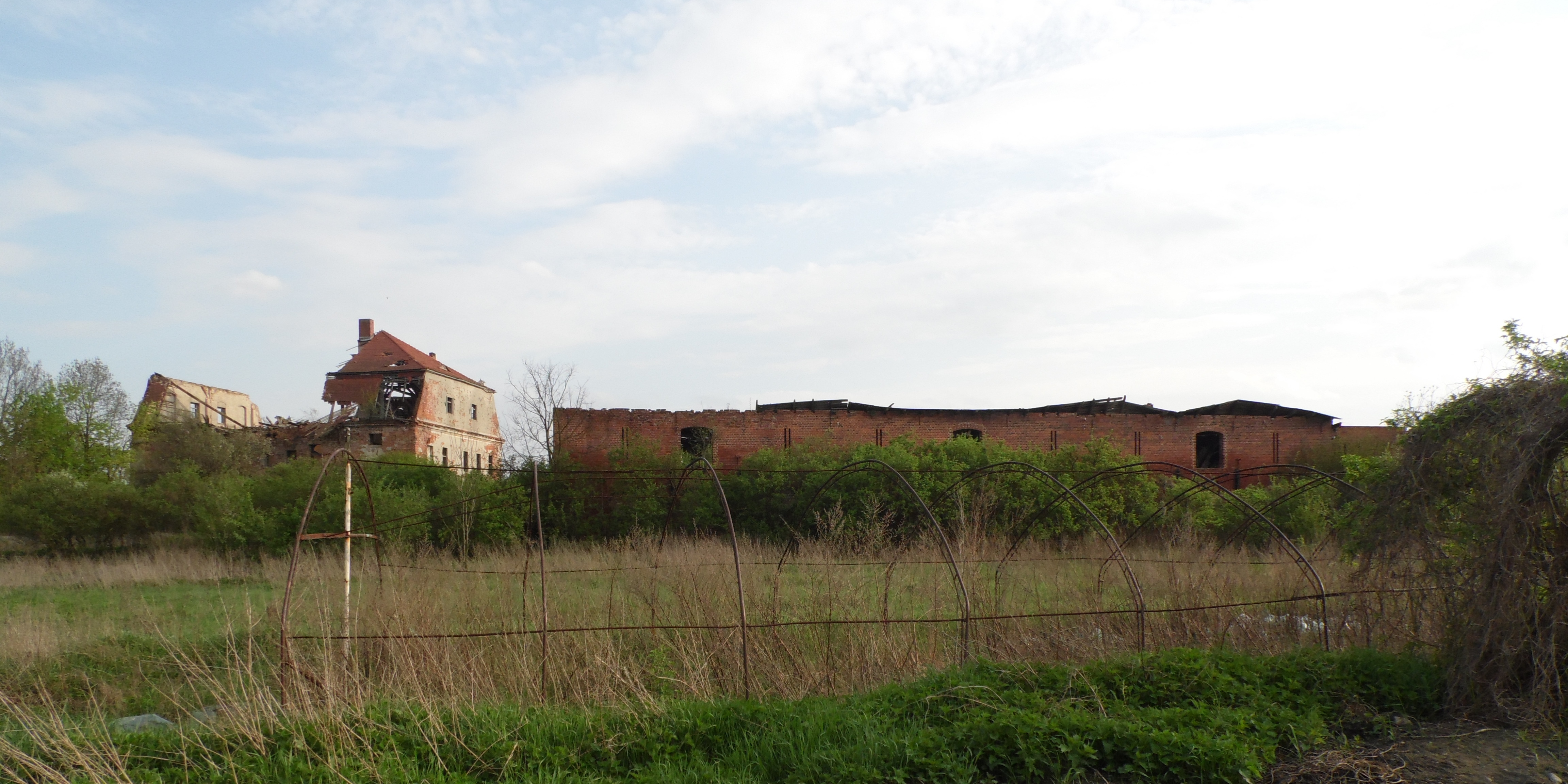
Pałac i folwark górny
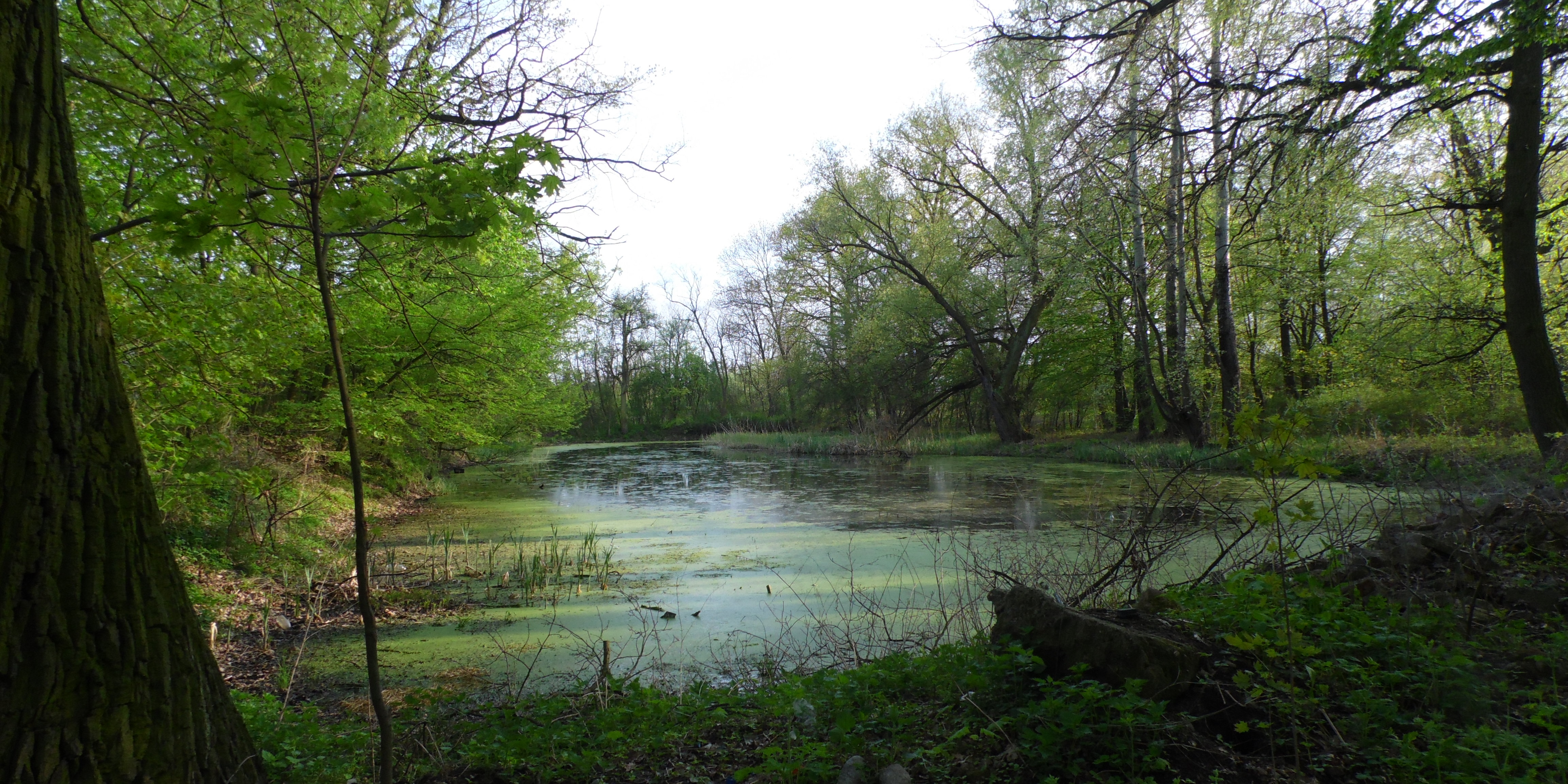
Staw rusałki w parku pałacowym